# Улакаев, Магомед Алмашевич
Магомед Алмашевич Улакаев (8 октября 1941, Урахи ДАССР— 29 апреля 2004, Избербаш РД) — советский и российский артист, известный эстрадный певец Дагестана. Заслуженный артист Российской Федерации (1996) и Народный артист Дагестанской АССР (1987), Лауреат Государственной премии Республики Дагестан, Государственных премий Дагестанской АССР им Омарла Батырая и Гамзата Цадасы. 

## Биография
Магомед Алмашевич Улакаев родился в 1941 году в селе Урахи Сергокалинского района Дагестанской АССР, РСФСР, СССР.
Отец Алмаш Улакаев — участник Великой Отечественной войны, погиб на фронте. Награждён орденом Красной Звезды.
В начале ВОВ, в 1941 году всю семью эвакуировали в Чечено-Ингушскую АССР.
В середине 50-х он возвращается в Дагестан и заканчивает школу-интернат горцев.
После окончания школы в 1956 г. , М. Улакаев поступает на факультет культуры ДГУ и успешно оканчивает его в 1961 г.
С 1966 по 2004 год — солист Дагестанской государственной филармонии имени Татама Мурадова в городе Махачкале.
В 1979 г. указом Президиума Верховного Совета ДАССР удостаивается почётного звания Заслуженного артиста Дагестанской АССР.
В 1984 г. указом Президиума Верховного Совета ДАССР М. Улакаеву «За существенный вклад в развитие эстрадного творчества и культурных связей между народами и за деятельность, получившую широкую известность» присвоено почётное звание Народного артиста ДАССР.
В 1996 г. указом Президента РФ «За заслуги в области искусства» присвоено почётное звание Заслуженного артиста Российской Федерации.
В 1997 г. удостоился Гран-При республиканского значения «Золотой голос XX века».
Награждён орденами «Знак Почёта», медалями, а также почётными грамотами Президиума Верховного Совета ДАССР.
Лауреат Государственной премии РД, Лауреат Государственных премий ДАССР им Омарла Батырая и Гамзата Цадасы.
В 2004 г. после продолжительной болезни Магомед Алмашевич скончался. Похоронен в городе Избербаш.

## Награды, звания и премии
- Орден «Знак Почёта».
- Медаль «За трудовое отличие».
- Медаль «Ветеран труда».
- Заслуженный артист Российской Федерации (9 марта 1996 года) — за заслуги в области искусства[1].
- Народный артист Дагестанской АССР (1987).
- Заслуженный артист Дагестанской АССР (1979).
- Государственная премия Республики Дагестан.
- Государственная премия Дагестанской АССР им. Гамзата Цадаса.
- Государственная премия Дагестанской АССР им. Омарла Батырая.
- Почётная Грамота Президиума Верховного Совета ДАССР.
- Гран-При Республиканского значения «Золотой голос XX века».

## Cемья и дети
- Был женат на Народной артистке ДАССР Издаг Ибрагимовне Магомедовой. Сын, Улакай, погиб в ДТП. Имеет двоих внуков.